# Manuel Bertrán de Lis y Ribes
Manuel Bertrán de Lis y Ribes (València, 28 de febrer de 1806 - Segòvia, 29 de juliol de 1869) fou un polític valencià que va arribar a ministre per tres vegades, entre 1847 i 1852.

## Biografia
Fill del liberal valencià Vicente Bertrán de Lis y Tomás, forner assentista i propietari de terres a la comarca de la Ribera, a qui va acompanyar en el seu exili quan invadiren Espanya els Cent Mil Fills de Sant Lluís en 1823. Després de viatjar per Bèlgica, Anglaterra i França va tornar a la mort de Ferran VII gràcies a la llei d'amnistia de la regent maria Cristina.
El 1834 va ingressar a la Milícia Nacional i fou diputat a les Corts Espanyoles el 1844 per Còrdova, i per Morvedre 1846-1847, 1847-1848, 1848-1850, 1850-1851 i en pel districte de Mar de València en 1851-1852. En 1857 fou diputat per Talavera de la Reina (Toledo), i per Las Palmas en 1858, 1863, 1864 i 1867.
Com a membre del Partit Moderat, va participar en l'elaboració de la Constitució Espanyola de 1845. Formà part dels diferents governs de Ramón María Narváez y Campos com a ministre de Marina d'octubre a desembre de 1847 i d'Hisenda de desembre de 1847 a juny 1848.
Sota el govern de Juan Bravo Murillo va ser nomenat Ministre d'Estat de gener a abril de 1851, de la Governació d'abril de 1851 a agost de 1852 i novament ministre d'Estat d'agost a desembre de 1852.
El 1858 va prendre accions de la Societat de Crèdit Valencià i fou membre de la Junta de la Societat del Ferrocarril del Grau a València. Després de la revolució de 1868 es va retirar de la política.